# マフムード・ハムディ
マフムード・ハムディ（アラビア語: محمود حمدي，ラテン語: Mahmoud Hamdy Attia，1995年6月1日 - ）は、エジプトバンハー出身のサッカー選手。アル・ザマレク所属。ポジションはディフェンダー。

## 経歴
2018 FIFAワールドカップを戦うエジプト代表の本大会メンバーに選出された。

## 代表歴

### 出場大会
- エジプト代表
  - 2018 FIFAワールドカップ

### 試合数
- 国際Aマッチ 27試合 2得点（2018年-2022年）[2]

| エジプト代表 | 国際Aマッチ | 国際Aマッチ |
| 年           | 出場        | 得点        |
| ------------ | ----------- | ----------- |
| 2018         | 1           | 0           |
| 2019         | 1           | 0           |
| 2020         | 2           | 1           |
| 2021         | 14          | 1           |
| 2022         | 9           | 0           |
| 通算         | 27          | 2           |